# Boris Barnet
Pour les articles homonymes, voir Barnet.
Boris Barnet est un réalisateur, scénariste et acteur de cinéma russe puis soviétique, né le 18 juin 1902 à Moscou et mort le 8 janvier 1965 à Riga.

## Biographie
Boris Barnet est né le 18 juin 1902, à Moscou. Son grand-père paternel avait émigré d'Angleterre en Russie au début du XIXe siècle. Étudiant à l'École de peinture, de sculpture et d'architecture de Moscou, il est ensuite militaire puis boxeur dans les années 1920. Étudiant à l'école du cinéma de Moscou où il a comme maître, entre autres, Lev Koulechov, il commence sa carrière comme acteur en 1924, en interprétant un des rôles principaux, celui du cow-boy, dans Les Aventures extraordinaires de Mr West au pays des bolcheviks de Lev Koulechov. Il joue aussi pour Vsevolod Poudovkine, dans La Fièvre des échecs (1925). En 1926, il est coscénariste et coréalisateur, avec Fedor Ozep, de Miss Mend.
Il signe en 1927 ses premiers films, dont La Jeune Fille au carton à chapeau,. Ses films parlants les plus connus sont Okraïna (1933) et Au bord de la mer bleue (1936). Sa carrière, riche d'une vingtaine de films, se poursuit jusque dans les années 1960,,. Les réalisations d'après-guerre sont cependant moins inspirées qu'à ses débuts, à l'exception du film Le Lutteur et le clown, sorti en 1958. Il démissionne de Mosfilm en 1963 et se voit engagé par Riga Film Studio où il projette de tourner un drame historique, Complot des ambassadeurs.
Il meurt par suicide, dans la chambre d'un hôtel de Riga, le 8 janvier 1965,.

## Analyse
Longtemps sous-estimé, Boris Barnet « apparaît de plus en plus, avec le recul du temps, comme un grand cinéaste » (Serge Daney). Selon Georges Sadoul, il est indubitablement le meilleur auteur soviétique de comédies. « Tendre, lyrique, plein d'humour et de justesse dans son observation, de chaleur humaine » (G. Sadoul), il a donné avec Okraïna (Faubourg), en 1933, l'un des « meilleurs films consacrés à la vie quotidienne en Russie avant la révolution de 1917 ». (S. Daney).
Il s'est ainsi défini en 1959 : « Je ne suis pas un homme de théories, mais je prends la matière de mes films dans la vie. Bien ou mal, j'ai toujours essayé de montrer l'époque contemporaine, l'homme vrai des temps soviétiques. Mais ce n'est pas facile, et l'on peut évoquer un peintre japonais. Jusqu'à quarante ans, il peignait des natures mortes. Entre quarante et soixante ans, des oiseaux. Ensuite des hérons et des canards. Il lui fallut attendre ses cent ans pour se trouver digne d'aborder les hommes. Mais est-on toujours sûr d'avoir autant de temps devant soi ? Pour moi, j'aime les choses drôles dans un drame, et les éléments tragiques dans la comédie. C'est une question de proportions, pas toujours simple à trouver ». Est-ce cette « conscience d'un idéal difficilement accessible et la difficulté de l'exprimer » (Marcel Martin) qui le conduisirent au suicide en 1965 ?
Il exerça une influence sur des réalisateurs comme Jean-Luc Godard, qui appréciait beaucoup son film Le Lutteur et le Clown, sorti en 1958, et qui écrivait, à ce propos : « Il faut vraiment avoir un cœur de pierre pour bouder les films de Barnet ». Ou encore Nikita Mikhalkov qui regarde La Jeune Fille au carton à chapeau (1927) avant chacun de ses tournages.
En 1935, par décret, le Comité Exécutif Central de l'URSS lui a conféré le titre d'artiste émérite de la RSFSR.

## Récompenses
- Prix Staline 1948 : pour le film L'Exploit d'un éclaireur.
- Ordre de l'Insigne d'honneur.

## Filmographie

### En tant que réalisateur
- 1926 : Miss Mend (Мисс Менд), coréalisé avec Fedor Ozep.
- 1927 : La Jeune Fille au carton à chapeau (Девущка с коробкой, Devushka s korobkoy).
- 1927 : La Guerre aérienne chimique, film éducatif [réf. souhaitée].
- 1928 : La Maison de la place Troubnaïa (Дом на Трубной, Dom na Trubnoy).
- 1928 : Moscou en octobre dédié au 10e anniversaire de la révolution d'Octobre (Москва в Октябре).
- 1930 : Affaires vivantes (non-fiction) (Живые дела (научно-популярный)).
- 1930 : Piano (non-fiction) (Пианино (научно-популярный)).
- 1930 : La Fabrication des instruments de musique, film éducatif (Производство музыкальных инструментов (научно-популярный)).
- 1931 : Des Fantômes (Привидения).
- 1931 : La Fonte des glaces (ru) / La Débâcle (Ледолом, Ledolom).
- 1933 : Le Faubourg (Окраина, Okraïna).
- 1936 : Au bord de la mer bleue (У самого синего моря, U samogo sinego morya).
- 1939 : Une nuit de septembre (ru) (Ночь в сентябре).
- 1940 : Vieux Cavalier (ru) (Старый наездник).
- 1941 : Collection de films de combat no 3 (ru) (Courage) (Боевой киносборник № 3 («Мужество»)).
- 1942 : Collection de films de combat no 10 (ru) (Tête inestimable) (Боевой киносборник № 10 («Бесценная голова»)).
- 1942 : Un brave garçon (Славный малый).
- 1944 : Une nuit (ru) (Однажды ночью).
- 1947 : L'Exploit d'un éclaireur (Подвиг разведчика).
- 1948 : Pages de vie (ru) (Страницы жизни).
- 1950 : Un été généreux (Щедрое лето).
- 1952 : Concert des maîtres de l'art ukrainien (ru) (Концерт мастеров украинского искусства).
- 1955 : Liana (ru) (Ляна).
- 1956 : Le Poète (ru) (Поэт, Poet).
- 1958 : Le Lutteur et le Clown (Борөц и клоун, Borөts i kloun), coréalisé avec Konstantin Youdine.
- 1959 : Annouchka (ru) (Аннушка).
- 1961 : Alionka (Алёнка).
- 1963 : La Petite Gare (Полустанок, Polustanok).

### En tant qu'acteur
- 1924 : Les Aventures extraordinaires de Mr West au pays des bolcheviks (Необычайные приключения мистера Веста в стране большевиков), de Lev Koulechov.
- 1925 : Sur la bonne voie (На верном следу) de Alekseï Alekseïevitch Dmitriev[7].
- 1925 : La Fièvre des échecs (Shakhmatnaïa goriachka), de Vsevolod Poudovkine.
- 1926 : Miss Mend.
- 1928 : Moscou en octobre.
- 1928 : La Maison de la place Troubnaïa.
- 1928 : Tempête sur l'Asie (Potomok Tchingis-Khana), de Vsevolod Poudovkine.
- 1929 : Le Cadavre vivant de Fedor Ozep.
- 1944 : Une nuit.
- 1946 : Sinegoria (ru) (Синегория) de Erast Garine et Khessia Aleksandrovna Lokchina (ru).
- 1947 : L'Exploit d'un éclaireur.

### En tant que scénariste
- 1926 : Miss Mend avec Fedor Ozep.
- 1933 : Le Faubourg.
- 1952 : Concert des maîtres de l'art ukrainien.
- 1955 : Liana avec Valentin Iejov et Leonid Efimovitch Kornianou (ru).
- 1963 : La Petite Gare avec Radi Petrovitch Pogodine (ru).